# Спутники связи

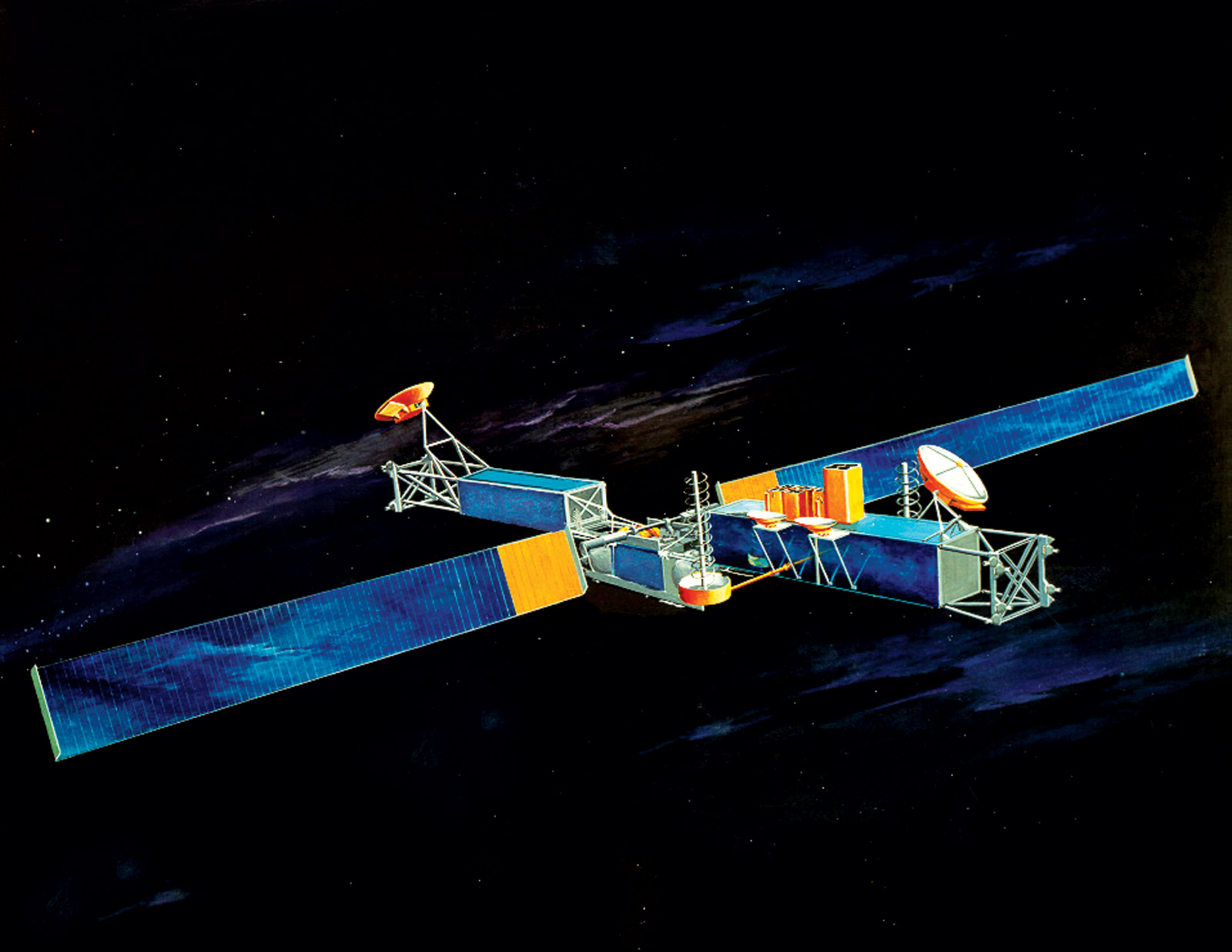
Спутник связи Вооруженных сил США MILSTAR

Спу́тники свя́зи — искусственные спутники Земли, космические аппараты, специализированные для ретрансляции радиосигнала между точками на поверхности Земли, не имеющими видимости прямого типа.
Спутник связи принимает спектр частот с сигналами передающих наземных станций, направленных на него, (как правило) переносит его в другую часть спектра, усиливает и излучает обратно на Землю.
Зона, в которой возможен прием спутникового сигнала от данного спутника, называется зоной покрытия. Зона покрытия определяется положением на орбите, ориентацией и техническими характеристиками спутника.
Применяя различные модуляции, через спутник можно передавать как информацию цифрового типа, так и аналоговые сигналы.
Большинство спутников имеют несколько передатчиков — транспондеров, каждый из которых покрывает некоторую полосу частот. Также транспондеры различаются поляризацией, частотным диапазоном, с которыми они работают, и геометрией передающей антенны.
Спутники связи размещаются, как правило, в одной из трёх зон на круговых или близких к круговым орбитах:
- геостационарные спутники находятся над Землёй на высоте 35 786 км над экватором (на геостационарной орбите с периодом обращения, равным периоду вращения Земли, вследствие чего они сохраняют своё положение относительно земной поверхности);
- средневысотные спутники находятся на средних околоземных орбитах (высота орбиты от 2000 до 36 000 километров); для покрытия всей земной поверхности таких спутников требуется около 10. Такие спутники нашли применение в системах глобального позиционирования GPS/ГЛОНАСС и др.;
- низкоорбитальные спутники находятся на низких околоземных орбитах (высота орбиты от 160 до 2000 км); для покрытия связью всей Земли нужно не менее пятидесяти спутников.

Однако некоторые спутники связи находятся на высоких эллиптических орбитах (в частности, на так называемой орбите «Молния»).

## Недостатки спутниковой связи
- Высокая задержка сигнала, обусловленная временем прохождения электромагнитной волны расстояния до орбиты спутника. Например, до высокоорбитального спутника на орбите 35 786 км, сигнал идёт 119 мс (со скоростью света), что означает задержку прохождения сигнала между двумя наземными станциями порядка 239 мс (и задержку интерактивного ответа на сигнал — порядка 477 мс).
- Неизбежность периодической интерференции сигнала при пересечении спутником линии наземная станция — Солнце.
- Необходимость слежения наземной станции за спутниками, имеющими негеостационарные орбиты.

## Луна как спутник связи
Можно организовать радиосвязь, принимая отражённый от Луны радиосигнал. При этом Луна должна быть видна и в точке передачи, и в точке приёма сигнала. Такая связь используется военными и радиолюбителями (см. EME).